# Схід штату Мату-Гросу-ду-Сул (мезорегіон)
Схід штату Мату-Гросу-ду-Сул (порт. Mesorregião do Leste de Mato Grosso do Sul) — адміністративно-статистичний мезорегіон у Бразилії. Входить в штат Мату-Гросу-ду-Сул. Займає площу 94 363,536 км². Чисельність населення становила 353 633 осіб на 2006 рік. Густота населення — 3,75 ос./км².

## Склад мезорегіону
В мезорегіон входять наступні мікрорегіони:
1. Касіландія
2. Нова-Андрадіна
3. Паранаїба
4. Трес-Лагоас

| Бразилія | Це незавершена стаття з географії Бразилії. Ви можете допомогти проєкту, виправивши або дописавши її. |